# Armoriale dei comuni della provincia di Como

Stemma della Provincia di Como

Questa pagina contiene le armi (stemmi e blasonature) dei comuni della provincia di Como.
| Stemma              | Comune e blasonatura | Gonfalone e/o bandiera |
| ------------------- | --- | ---------------------- |
| Stemma di Albavilla | Albavilla Di rosso, alla banda d'oro, accompagnata in capo da un lambello a tre pendenti d'azzurro. Ornamenti esteriori da Comune. R.D. del 28 aprile 1928 Gonfalone: Drappo di colore azzurro riccamente ornato di ricami d'argento e caricato dello stemma comunale con l'iscrizione centrata in argento: "Comune di Albavilla". Le parti di metallo ed i nastri sono argentati. L'asta verticale è ricoperta di velluto azzurro con bullette argentate poste a spirale. Nella freccia è rappresentato lo stemma del Comune e sul gambo inciso il nome. Cravatta e nastri tricolorati dai colori nazionali sono frangiati d'argento. |                        |
|                     | Albese con Cassano Partito: il primo, d'oro, all'albero di gelso al naturale, radicato su una collina di verde e sormontato da tre bozzoli d'argento disposti in fascia; il secondo, d'azzurro, ad una spiga di grano d'oro e ad una pannocchia di mais d'argento, decussate, gambute e fogliate al naturale; il tutto sormontato da un grappolo d'uva d'oro, con due pampini di verde. Ornamenti esteriori da Comune. DPR del 29 febbraio 1980 Gonfalone: Drappo partito d'azzurro e di giallo riccamente ornato di ricami d'argento e caricato dello stemma sopra descritto con la iscrizione centrata in argento: Comune di Albese con Cassano. |                        |
|                     | Albiolo Partito: nel primo, d'azzurro a tre stelle (8) d'oro, male ordinate; nel secondo, di rosso e quattro fasce d'argento; sulla partizione tre monti al naturale, ristretti. Ornamenti esteriori da Comune. D.P.R. del 3 aprile 1967 Gonfalone: Drappo partito di rosso e d'azzurro, riccamente ornato di ricami d'argento e caricato dello stemma sopra descritto con l'iscrizione centrata in argento: Comune di Albiolo. |                        |
|                     | Alserio Di verde, alla banda di azzurro, accompagnata in capo dalla ruota da mulino di otto raggi e di otto pale, d'oro, forata del campo, ed in punta dai tre plinti d'argento, posti uno, due. Ornamenti esteriori da Comune. D.P.R. del 27 febbraio 2009 Gonfalone: Drappo di giallo con la bordatura di verde… |                        |
|                     | Alta Valle Intelvi Inquartato, alla fascia diminuita, scaccata di due file e di dodici tiri, di rosso e d'argento, attraversante sulla partizione: nel primo di verde; nel secondo di rosso, al ferro di alabarda al naturale, attraversante; nel terzo di rosso; nel quarto di verde, l'uno e l'altro ai due scettri d'oro, ordinati in fascia. D.P.R. del 1º agosto 2019 Gonfalone: Drappo di bianco con la bordatura di rosso. |                        |
|                     | Alzate Brianza D'azzurro, al tempietto al naturale, tetrastilo, scalinato di tre, fondato sulla campagna di verde, con frontone di rosso e accompagnato in capo da due spighe di grano, al naturale, poste in decusse. Ornamenti esteriori da Comune. D.P.R. del 3 aprile 1960 Gonfalone: Drappo di azzurro… |                        |
|                     | Anzano del Parco D'argento, al torrione quadrato, coperto di rosso, murato di nero, visto di spigolo, col ponte levatoio abbassato e munito di catene e di travi di sostegno, di nero, accompagnato in capo dall'ascia di azzurro, posta in fascia, col taglio convesso rivolto verso il basso, manicata di nero. Ornamenti esteriori da Comune. DPR del 13 novembre 1990 Gonfalone: Drappo partito di rosso e di azzurro… |                        |
|                     | Appiano Gentile D'argento, al leone di rosso. Ornamenti esteriori da Città. D.C.G. del 14 settembre 1928 Gonfalone: Drappo di bianco… R.D. del 7 aprile 1942 |                        |
|                     | Argegno D'argento, al ponte di un solo arco di rosso, murato di nero, sostenente una torre d'azzurro merlata alla ghibellina. In punta un mare d'azzurro ondato d'argento e, nel cantone sinistro del capo, una spiga di grano e un ramoscello di lino, al naturale, posti in decusse. Ornamenti esteriori da Comune. D.P.R. del 9 gennaio 1971 Gonfalone: Drappo troncato di azzurro e di bianco… |                        |
|                     | Arosio D'argento ad un tralcio di pianta di rose al naturale; lo scudo bordato d'azzurro. Ornamenti esteriori da Comune. D.P.R. del 26 settembre 1954 Gonfalone: Drappo di azzurro… |                        |
|                     | Asso Troncato: il primo, d'argento alle due stelle di otto punte di rosso poste in fascia; il secondo, di rosso alla stella di otto punte d'argento.Ornamenti esteriori da Comune. Alias: Troncato d'argento e di rosso, a tre stelle raggiate di otto, dell'uno all'altro, poste due in capo e una in punta. Gonfalone: Drappo di bianco bordato di rosso. |                        |
|                     | Barni Inquartato: nel primo, e nel quarto, controinquartato, nel 1º e 4º, d'argento al faggio al naturale, terrazzato di verde; nel 2º e nel 3º, d'oro, alla gemella doppio merlata d'azzurro, posta in banda e accompagnata da due stelle raggiate di otto raggi dello stesso, col palo di rosso, attraversante sull'inquartato e caricato del gonfalone e delle chiavi pontificie, al naturale (Sfondrati della Riviera); nel secondo, d'argento al faggio al naturale, terrazzato di verde; nel terzo, d'argento, al castello di rosso, chiuso e murato di nero. Ornamenti esteriori da Comune. Gonfalone: Drappo di bianco… |                        |
|                     | Bellagio Inquartato: il primo e il quarto, di rosso, all'aquila d'oro, con il volo abbassato; il secondo e il terzo, sbarrato di otto pezzi, di rosso e d'oro. Sotto lo scudo, su lista bifida e svolazzante di rosso, il motto, in lettere maiuscole d'oro, IN DEO SPES MEA. Ornamenti esteriori da Comune D.P.R. del 14 luglio 2008 Gonfalone: Drappo partito di giallo e di rosso… |                        |
|                     | Bene Lario D'azzurro, a tre spighe di grano poste a ventaglio su di un monte all'italiana d'argento fondato in punta; il tutto sormontato da una colomba pure d'argento, dal volo spiegato, tenente nel becco un ramoscello di ulivo verde. Ornamenti esteriori da Comune. D.P.R. del 15 dicembre 1981 Gonfalone: Drappo partito di bianco e di giallo… |                        |
|                     | Beregazzo con Figliaro Semipartito troncato: il primo di rosso, alla pentola di nero, manicata dello stesso, piena d'oro; il secondo di verde, al gallo policromo, al naturale, crestato e bargigliato di rosso, imbeccato e membrato d'oro; il terzo di azzurro, alle due torri d'argento, murate di nero, merlate di cinque alla guelfa, finestrate e chiuse di nero, riunite dal ponte di argento, murato di nero, con arco ribassato, esse torri fondate sulla pianura di verde. Ornamenti esteriori da Comune. Gonfalone: Drappo di bianco… D.P.R. del 5 febbraio 2005 |                        |
|                     | Binago D'azzurro, alla torre di tre palchi, d'argento, murata di nero, il palco superiore merlato di tre, finestrato di uno, di nero, il palco mediano merlato di quattro, finestrato di due, di nero, il palco inferiore privo di merli, chiuso di nero, essa torre fondata sulla collina di verde, attraversante, la collina fondata in punta e uscente dai fianchi. Ornamenti esteriori da Comune. Gonfalone: Drappo di bianco con la bordatura di azzurro, riccamente ornato di ricami d'argento e caricato dallo stemma sopra descritto con la iscrizione centrata in argento, recante la denominazione del comune: COMUNE DI BINAGO. D.P.R. del 22 aprile 1998 |                        |
|                     | Bizzarone Troncato: il primo, d'azzurro, calzato di verde, alla rosa dei venti raggiata di otto, i lunghi d'argento, i corti di rosso; il secondo, di rosso, al cavallo imbrigliato e someggiato d'un basto con due sacchi, poggiante sulla campagna diminuita, il tutto d'argento. Ornamenti esteriori da Comune. Gonfalone: Drappo di bianco… |                        |
|                     | Blessagno Partito dal filetto ondato d'azzurro, nel primo di rosso, alle due stelle d'argento, poste in palo; nel secondo di verde, al leone d'oro, armato, lampassato e allumato di rosso. Ornamenti esteriori da Comune. Gonfalone: Drappo di bianco con la bordura di rosso… D.P.R. del 20 febbraio 1996 |                        |
|                     | Blevio Campo di cielo, alle cinque montagne di verde, con le vette digradanti a scaglione, sormontate da sette stelle di otto raggi, poste in scaglione, d'oro, esse montagne fondate sulla campagna d'azzurro, fluttuosa d'argento, caricate dalla barca di rosso, munita della copertura d'oro con sostegno in ferro e sostenuta dalla linea di partizione. Ornamenti esteriori da Comune. D.P.R. del 20 febbraio 1996 Gonfalone: Drappo di giallo… |                        |
|                     | Bregnano D'argento, al leone d'azzurro, impugnante con le zampe anteriori l'asta di nero, con la punta acuta, posta in palo, munita di gagliardetto bifido di rosso, saliente sul declivio in banda della montagna di tre cime al naturale, posta a destra e fondata in punta, di verde. Ornamenti esteriori da Comune. D.P.R. del 18 marzo 1985 Gonfalone: Drappo d'azzurro riccamente ornato di ricami d'argento e caricato dello stemma sopra descritto con la iscrizione centrata in argento: COMUNE DI BREGNANO. |                        |
|                     | Brenna D'azzurro alla torre d'argento, chiusa, finestrata e murata di nero, merlata di tre alla ghibellina, accostata a destra da una pianta di grano e a sinistra da una di mais, al naturale; il tutto su terrazza di verde e sormontata da quattro corone all'antica d'oro; ordinate in fascia nel capo. Ornamenti esteriori da Comune. D.P.R. del 17 maggio 1978 Gonfalone: Drappo partito di bianco e di azzurro… |                        |
|                     | Brienno Campo di cielo, al castello d'argento, murato di nero, merlato alla ghibellina, le due torri di tre ciascuna, il fastigio di tre, le torri munite di forte marcapiano e finestrate con tre grandi finestre di nero, poste una, due, il corpo del castello chiuso con grande porta dello stesso, il merlo centrale del fastigio sostenente il fusto di nero, posto in palo, a guisa di albero di nave, con pennone dello stesso, esso pennone munito di vela anomala, di forma triangolare, di verde, con la punta accollante il fusto sopra il detto merlo centrale, esso castello fondato sulla pianura d'azzurro, fluttuosa d'argento. Ornamenti esteriori da Comune. D.P.R. del 22 maggio 2002 Gonfalone: Drappo di bianco bordato di azzurro… |                        |
|                     | Brunate Trinciato, ad una banda curvata d'azzurro caricate da tre stelle raggiate d'oro: il primo, di rosso al sole d'oro; il secondo, d'argento a tre monti di verde, quello centrale cimato di tre croci poste a ventaglio, uscenti da un lago al naturale. Ornamenti esteriori da Comune. D.P.R. del 19 febbraio 1971 Gonfalone: Drappo trinciato di bianco e di rosso… |                        |
|                     | Bulgarograsso D'azzurro, alla chiesetta fondata su terreno al naturale, disposta di tre quarti in banda verso sinistra, addossata ad un edificio al naturale con contrafforti e disposto anch'esso di tre quarti. La chiesetta caricata nel fianco destro da quattro alberi al naturale, disposti in banda e fondati su ristretto di terreno di verde, ed accompagnata, presso il fianco sinistro della fronte, da tre alberi al naturale disposti e fondati come i primi e parallelamente ad essi; l'edificio con contrafforti accompagnato a sinistra da due alberi al naturale, disposti in banda e fondati su ristretto di terreno di verde, e a destra da tre abeti al naturale, di cui uno fondato presso il fianco destro dell'edificio e gli altri due caricati dall'edificio stesso. Ornamenti esteriori da Comune. DPR del 19 gennaio 1959 Gonfalone: Drappo di azzurro… D.P.R. del 19 gennaio 1954 |                        |
|                     | Cabiate D'azzurro, al San Giorgio armato d'argento, su cavallo baio e rivolto che colpisce con la spada nelle fauci fiammeggianti il drago, il tutto al naturale. Ornamenti esteriori da Comune. Gonfalone: Drappo partito di bianco e di azzurro… D.P.R. del 24 maggio 1959 |                        |
|                     | Cadorago Semipartito troncato: nel primo, di rosso, alla stella di otto raggi, d'oro; nel secondo, d'argento, all'albero di verde, fustato e sradicato al naturale; nel terzo, di azzurro, alla chiesa di tre navate, d'oro, con le falde del tetto, laterali, più basse, chiusa di tre, di nero, la porta centrale più grande, essa chiesa munita di rosone centrale, di nero, cimata dalla crocetta dello stesso, e fondata sulla pianura di verde. Ornamenti esteriori da Comune. D.P.R. del 9 febbraio 1990 Gonfalone: Drappo partito di bianco e di rosso… |                        |
|                     | Caglio D'azzurro, alla punta abbassata, di verde, accompagnata in capo da altra punta, abbassata, dello stesso, rovesciata, caricata del narciso stilizzato, di sei petali, d'argento, bottonato d'oro. Ornamenti esteriori da Comune. D.P.R. del 18 marzo 1985 Gonfalone: Drappo partito di giallo e di azzurro… |                        |
|                     | Campione d'Italia Partito: nel primo, d'oro alla parte superiore del pastorale, di rosso, rivoltato; nel secondo, di rosso, alla mano destra di carnagione, con il polso vestito d'oro, afferrante lo staffile di cuoio al naturale, munito di cinque strisce ricurve, mano e staffile posti in palo. Il tutto sotto il capo d'argento, caricato dalla chiocciola, al naturale, rivoltata. Sotto lo scudo, su lista bifida e svolazzante d'oro, il motto in lettere maiuscole di nero, COMMUNITATIS CAMPILIONI. Lo scudo privo di ornamenti esteriori. D.P.R. dell'8 gennaio 1997 Gonfalone: Drappo partito di rosso e di giallo… - Stemma secondo le norme araldiche italiane | Bandiera               |
|                     | Cantù D'argento, alla torre quadrata, al naturale, merlata di due, aperta del campo, murata di nero, disposta a destra dello scudo, sopra una pianura di verde e sinistrata da un mastino rampante al naturale, collarinato d'argento; capo d'oro, all'aquila dal volo spiegato, di nero. Ornamenti esteriori da Città. D.C.G. del 6 novembre 1928 Gonfalone: drappo di verde… D.P.R. del 23 aprile 1979 |                        |
|                     | Canzo D'azzurro, ai tre forni all'antica, a guisa di alveari, per la fusione del ferro, bene ordinati, d'oro, chiusi di nero, accompagnati da sette stelle di otto raggi d'oro, tre poste in capo e ordinate in fascia, la quarta posta fra i due forni superiori, la quinta e la sesta poste ai fianchi del forno inferiore, la settima posta in punta sotto detto forno. Ornamenti esteriori da Comune. D.P.R. del 4 marzo 2002 Gonfalone: Drappo di giallo… |                        |
|                     | Capiago Intimiano D'azzurro, al castello d'argento, aperto, finestrato di due, 1 e 1, murato di nero, torricellato di uno, finestrato di uno, di nero, il castello merlato di sei, la torre di quattro, fondato su una campagna di verde. Ornamenti esteriori da Comune. Gonfalone: Drappo di azzurro… |                        |
|                     | Carate Urio 'Troncato: nel primo, di rosso, al leone passante sulla partizione, sormontato da tre quadrelli male ordinati, il tutto d'argento; nel secondo, d'argento, alla porta sostenuta da uno zoccolo scalinato di due pezzi, le ante aperte, con quattro liste fiammeggianti, poste in fascia, uscenti, due dal lato destro delle scudo e due dal sinistro, il tutto di rosso. Ornamenti esteriori da Comune. R.D. del 30 maggio 1929 |                        |
|                     | Carbonate Di rosso, al castello d'argento, aperto di nero, torricellato di un pezzo centrale merlato il fastigio di cinque, la torre di tre, accollato da un'alabarda d'argento, manicata di legno e da uno spadone al naturale passanti, in croce di Sant'Andrea. Ornamenti esteriori da Comune. D.P.R. del 12 giugno 1962 Gonfalone: Drappo partito di bianco e di rosso… |                        |
|                     | Carimate Partito: nel primo, d'azzurro, al castello di rosso, murato di nero, formato da due torri, merlate alla guelfa, la torre posta a destra più alta e più larga, merlata di quattro, chiusa di nero, finestrata dello stesso, la torre posta a sinistra merlata di tre, chiusa di nero, finestrata dello stesso, esse torri riunite dalla cortina di muro, priva di merli e finestrata di nero, esso castello sormontato dalla stella di otto raggi d'oro, e sostenuta dal monte di verde, fondato in punta e caricato dalla fascia diminuita di azzurro; nel secondo, di argento, al biscione visconteo, di azzurro, ondeggiante in palo e ingollante il fanciullo di carnagione, capelluto di nero, posto in fascia e in maestà, con le braccia aperte. Ornamenti esteriori del Comune. Gonfalone: Drappo partito di bianco e di azzurro riccamente ornato di ricami d'argento e caricato dello stemma sopra descritto con l'iscrizione centrata in argento, recante la denominazione del Comune: COMUNE DI CARIMATE. |                        |
|                     | Carlazzo Campo di cielo, alla rosa dei venti a quattro punte, attraversante su tre foglie recise di quercia, legate alla base da un nastro di rosso svolazzante e scritto dalla data MCMXXVIII, il tutto su un paesaggio montuoso, con due laghi sulla destra, ed al naturale. Ornamenti esteriori da Comune. |                        |
|                     | Carugo D'argento al castello di rosso, torricellato di tre, il fastigio merlato di dieci, le torri di tre, alla ghibellina, murato, aperto e finestrato di nero, due nel corpo del castello, una in ciascuna torre, accostato da tre api d'azzurro, due in capo e una in punta. Ornamenti esteriori da Comune. D.P.R. del 28 febbraio 1978 Gonfalone: Drappo di rosso riccamente ornato di ricami d'argento e caricato dello stemma sopra descritto con la iscrizione centrata in argento: COMUNE DI CARUGO. D.P.R. del 28 febbraio 1978 |                        |
|                     | Caslino d'Erba D'azzurro alla banda cucita di rosso caricata di tre bisanti d'oro. Ornamenti esteriori da Comune. Gonfalone: Drappo di giallo… |                        |
|                     | Casnate con Bernate Partito: nel primo, d'azzurro, al ramo di castagno di verde, posto in palo, fogliato di venti, dello stesso, fruttato di cinque, d'oro, tre frutti contigui in capo, il quarto, nel fianco sinistro, il quinto nel cantone destro della punta; nel secondo, d'argento al leone di nero. Ornamenti esteriori da Comune. D.P.R. del 12 ottobre 1987 Gonfalone: Drappo partito di bianco e di azzurro… |                        |
|                     | Cassina Rizzardi D'azzurro, alla fascia d'argento, accompagnata sopra da tre spighe di grano fruttate e fogliate d'oro, ordinate in fascia, e sotto da un monte all'italiana di tre cime, di verde, cucito, uscente dalla punta. Ornamenti esteriori da Comune. D.P.R. dell'11 marzo 1953 Gonfalone: Drappo di azzurro… |                        |
|                     | Castelmarte Troncato: nel primo, di rosso, all'aquila di nero, allumata di rosso, rostrata e armata d'oro; nel secondo, inquartato in decusse: a) d'azzurro; b) d'argento, alla parola CASTRUM, in lettere maiuscole di nero; c) d'argento, alla parola MARTIS, in lettere maiuscole di nero; d) di rosso. Ornamenti esteriori da Comune. D.P.R. del 5 agosto 1991 Gonfalone: Drappo di azzurro… |                        |
|                     | Castelnuovo Bozzente Troncato: nel primo, di rosso, al castello aperto e finestrato di due, d'argento, murato di nero; nel secondo, d'argento, ad un pino al naturale nodrito su una campagna di verde. Ornamenti esteriori da Comune. Gonfalone: Drappo troncato di bianco e di rosso, riccamente ornato di ricami d'argento e caricato dello stemma sopra descritto con l'iscrizione centrata in argento: COMUNE DI CASTELNUOVO BOZZENTE. |                        |
|                     | Cavargna Partito: nel PRIMO, d’azzurro, a San Lucio di Cavargna stante di tre quarti, crinito, barbuto, con manto e vesti invernali da montanaro, tenente con la mano sinistra una forma di cacio, la destra appoggiata sulla spalla di un supplicante, affiancato e attraversato da un altro simile, il primo più anziano e più alto, entrambi criniti, barbuti, vestiti poveramente di sacco, rivolti e inginocchiati, il tutto al naturale; nel SECONDO, di rosso, all’incudine posta su un ceppo, con il martello poggiato in sbarra e la testa di ferro, il tutto al naturale; nel capo cinque stelle d’oro, ordinate 1 – 2 – 2, la centrale attraversante. D.P.R. del 7 giugno 2024 Gonfalone: Drappo partito di rosso e d'azzurro... |                        |
|                     | Centro Valle Intelvi D'azzurro, al castello di rosso, mattonato di nero, aperto del campo, munito di due torri laterali, merlate, finestrate di un pezzo dello stesso, esso castello fondato sulla pianura di verde, attraversata dalla gemella ondata d'argento, posta in fascia, accostato a destra da un lupo di nero, armato, allumato e lampassato di rosso, e a sinistra da un leone d'oro, armato, allumato e lampassato di rosso, il tutto accompagnato in capo da tre stelle a cinque raggi, d'oro, ordinate in fascia. Ornamenti esteriori da Comune. D.P.R. dell'8 luglio 2021 Gonfalone: Drappo di bianco con la bordatura di azzurro. - Logo transitorio del Comune fino al 2021 |                        |
|                     | Cerano d'Intelvi Partito semitroncato: nel primo, di verde, alla torre d'argento, detta Torre di Teodolinda, quadrata, murata di nero, merlata di tre, munita di porta alzata rispetto al filo basamentale, di nero, finestrata di tre in palo, dello stesso, fondata sulla pianura di rosso, accompagnata da due spighe di grano, d'oro, una e una, nodrite nella pianura; nel secondo, di rosso alla corona ferrea vista in prospettiva, d'oro, con la lamina di ferro di nero, incastonata nell'interno, il cerchio ornato con pietre d'azzurro e di rosso; nel terzo, d'azzurro, alle tre stelle di otto raggi, d'oro, poste in banda. Ornamenti esteriori da Comune. D.P.R. del 7 agosto 1992 Gonfalone: Drappo di bianco… |                        |
|                     | Cermenate Partito: nel primo, d'oro, al leone di nero; nel secondo, di rosso, al castello d'argento, torricellato di due pezzi, aperto e finestrato del campo, murato di nero; con la bordura composta d'argento e di rosso. Ornamenti esteriori da Comune. DCG del 10 febbraio 1929 Gonfalone: Drappo partito di bianco e di rosso… |                        |
|                     | Cernobbio D'oro, al drago alato e caudato, di rosso, poggiante le zampe sul terreno al naturale, uscente da un mare d'azzurro. Ornamenti esteriori da Comune. R.D. del 26 settembre 1932 Gonfalone: Drappo troncato di azzurro e di rosso… D.P.R. del 18 marzo 1985 |                        |
|                     | Cirimido D'azzurro, alla fascia d'argento, caricata di una fiamma di rosso, accollata a due spade d'argento, manicate d'oro, poste in croce di Sant'Andrea, con le punte in alto, il tutto su tre monti al naturale, fondati sulla campagna di verde. Ornamenti esteriori da Comune. D.P.R. del 10 dicembre 1964 Gonfalone: Drappo partito di rosso e di bianco… |                        |
|                     | Claino con Osteno Partito: nel primo, d'azzurro, alla stella d'oro, accostata da due ramoscelli di alloro posti in decusse; nel secondo, campo di cielo, alla torre posta su una montagna degradante verso il lago, il tutto al naturale. Gonfalone: Drappo di bianco. |                        |
|                     | Colonno Di rosso, alla daga romana d'argento, guarnita d'oro, posta in palo, con la punta all'ingiù; alla campagna fasciata nebulosa d'azzurro e d'argento, di quattro pezzi. Ornamenti esteriori da Comune. Gonfalone: Drappo di rosso… DPR del 13 gennaio 1957 |                        |
|                     | Colverde Di azzurro, alle tre torri d'argento, murate di nero, chiuse e finestrate dello stesso, merlate ognuna alla guelfa di quattro, fondate sulla campagna diminuita di verde; la torre centrale sormontata da tre spighe di grano, poste a ventaglio, d'oro. Ornamenti esteriori da Comune. Gonfalone: Drappo di bianco con la bordatura di azzurro. DPR del 23 settembre 2015 |                        |
|                     | Como Di rosso, alla croce d'argento, al motto LIBERTAS di nero, in banda, nel quarto cantone. Corona marchionale. R.D. del 17 aprile 1936 Gonfalone: Drappo di bianco… |                        |
|                     | Corrido |                        |
|                     | Cremia Il comune non ha adottato ufficialmente alcuno stemma; de facto però impiega uno scudo di rosso, al fuso d'argento, posto in palo, proposto ma non approvato dal consiglio comunale del 7 luglio 1949. |                        |
|                     | Cucciago Partito: nel primo, fasciato di rosso e d'argento; nel secondo, d'argento, al castello di rosso, murato di nero, torricellato di due pezzi, aperto, le torri finestrate di tre, del campo, cimato da un'aquila di nero, coronata d'oro, linguata di rosso, con gli artigli posti sulle due torri. Ornamenti esteriori da Comune. Gonfalone: Drappo troncato di rosso e di bianco. |                        |
|                     | Cusino - Stemma de facto fino al 2023 |                        |
|                     | Dizzasco Partito: nel primo, d'oro, all'albero di gelso sradicato, al naturale; nel secondo, di azzurro, all'asino rampante, d'argento, allumato di rosso; al capo di rosso, caricato delle chiavi di San Pietro, una d'oro, l'altra d'argento, decussate, le impugnature legate da una catenella d'argento, accompagnate ai lati da due stelle, una e una, a cinque raggi, d'oro. Ornamenti esteriori da Comune. Gonfalone: Drappo di bianco con la bordatura di rosso. DPR del 14 giugno 2021 |                        |
|                     | Domaso Di rosso, alla croce d'argento, accantonata nel primo da un pastorale, nel secondo da un coltello posto in palo, nel terzo dalle lettere maiuscole CO sormontate dal segno di abbreviazione, nel quarto dalle lettere maiuscole DO pure sormontate dal segno di abbreviazione; il tutto d'argento. Gonfalone: Drappo d'azzurro… Incongruenza tra disegno e blasonatura: Lo stemma in uso presenta un pastorale d'oro anziché d'argento, come blasonato. |                        |
|                     | Dongo Di'argento, alle tre croci scorciate, bene ordinate, di rosso. Ornamenti esteriori da Comune. Gonfalone: Drappo partito di bianco e di rosso… D.P.R. del 26 giugno 2006 |                        |
|                     | Dosso del Liro Semitroncato partito: nel primo, di rosso, alle lettere maiuscole DDL, ordinate in fascia, d'oro; nel secondo, di azzurro, alla cornucopia d'oro, con fiori, frutti, foglie al naturale; nel terzo, di verde, alla torre di oro, murata di nero, merlata alla guelfa di quattro, finestrata con finestrella tonda di nero, chiusa dello stesso, fondata sulla pianura di rosso. Ornamenti esteriori da Comune. D.P.R. dell'8 gennaio 1999 |                        |
|                     | Erba Partito: nel primo, d'argento, alla croce di rosso (di Milano); nel secondo, d'azzurro, alla torre d'argento, murata e aperta di nero, merlata alla ghibellina di quattro, fondata su una campagna di verde e sormontata da un'ancora di nero, cordata d'oro. Ornamenti esteriori da Città. Gonfalone: Drappo di verde… |                        |
|                     | Eupilio Partito: il primo, di rosso, alla torre d'argento, murata di nero, merlata alla ghibellina di quattro, munita di due porte, una accanto all'altra, di nero, finestrata di tre in fascia, dello stesso; il secondo, d'argento, al biscione d'azzurro, ondeggiante in palo, ingollante un putto ignudo di carnagione, con le braccia aperte, capelluto di castano, al naturale.le braccia aperte; il tutto alla campagna d'azzurro, caricata dal piede umano sinistro, reciso, d'oro. Ornamenti esteriori da Comune. D.P.R. del 25 febbraio 2008 Gonfalone: Drappo di bianco con la bordatura di azzurro… |                        |
|                     | Faggeto Lario Di rosso, alla catena montuosa di tre vette, d'oro, fondate sulla campagna d'azzurro, e caricata di tre faggi di verde, nodriti sulla campagna; esse vette sormontate da tre stelle di cinque raggi, di argento, poste una, due. Ornamenti esteriori da Comune. Gonfalone: Drappo troncato d'azzurro e di rosso. DPR n. 361 del 14 gennaio 1989 |                        |
|                     | Faloppio Interzato in fascia: nel primo, di rosso, all'aquila, coronata all'antica, di nero; nel secondo, d'oro, alla lettera maiuscola F (Faloppio), d'azzurro, accompagnata da due gigli, di rosso; nel terzo, d'argento, a tre bande di rosso. Ornamenti esteriori da Comune. Gonfalone: Drappo d'azzurro, riccamente ornato di ricami d'argento e caricato dello stemma comunale con la iscrizione centrata in argento, recante la denominazione del comune: COMUNE DI FALOPPIO. |                        |
|                     | Fenegrò D'argento, alla torre di rosso, fondata in punta, chiusa di nero, circondata da due ramoscelli di verde uscenti dalla base; al capo d'azzurro, caricato di un giglio d'oro, accostato da due stelle dello stesso, raggiate di otto. Ornamenti esteriori da Comune. Gonfalone: Drappo partito di bianco e di rosso. DPR del 27 giugno 1967 |                        |
|                     | Figino Serenza Inquartato: nel primo, d'azzurro, alla chiesa d'argento con la facciata a sinistra, chiusa di nero, la porta sormontata dalla finestrella tonda, dello stesso, finestrata sul fianco con tre finestre ordinate in fascia, dello stesso, coperta di rosso, unita a destra al campanile d'argento, munito della cella campanaria di nero, coperto di rosso, chiesa e campanile fondati sulla collina trapezoidale di verde, fondata in punta; nel secondo, d'argento, alle due foglie di gelso, di verde, ordinate in banda; nel terzo, d'argento, alle due fiamme, di rosso, ordinate in sbarra; nel quarto, d'azzurro, al passero di rosso, posto in profilo. Sotto lo scudo, su lista bifida e svolazzante di azzurro, il motto, in lettere maiuscole di argento: PETRUS FIGINUS. Ornamenti esteriori da Comune. Gonfalone: Drappo di bianco… D.P.R. del 19 luglio 1999 |                        |
|                     | Fino Mornasco Di rosso, alla fascia-palo, di verde, ed alla bordura dello stesso, entrambe le pezze accostate da filetti d'argento, col drago linguato, d'oro, nascente dalla partizione. Ornamenti esteriori da Comune. RD del 10 agosto 1928 Gonfalone: Drappo di azzurro… |                        |
|                     | Garzeno Inquartato: nel primo, d'azzurro, al ramoscello di castagno, posto in sbarra, fogliato di sette, quattro foglie a destra, tre a sinistra, di verde, fruttato di tre ricci, uno a destra, due a sinistra, d'oro; nel secondo, trinciato di rosso e d'argento; nel terzo, trinciato d'oro e d'azzurro; nel quarto, d'azzurro, alla vacca d'oro, ferma sulla pianura di verde. Ornamenti esteriori da Comune. DPR del 2 gennaio 1989 Gonfalone: Drappo partito di rosso e di giallo… |                        |
|                     | Gera Lario Troncato: il primo, di argento, alle tre croci scorciate, ordinate in banda, di rosso; il secondo, di rosso, al leone illeopardito, d'oro, sostenuto dalla pianura di azzurro, fluttuosa d'argento. Ornamenti esteriori da Comune. Gonfalone: Drappo troncato di rosso e di bianco. |                        |
|                     | Grandate Di rosso, a cinque spighe di grano d'oro, poste a ventaglio, legate con un nastro svolazzante d'argento, infilate in un vaso di cristallo. Ornamenti esteriori da Comune. Gonfalone: drappo troncato di bianco e di rosso. D.P.R. del 4 aprile 1974 |                        |
|                     | Grandola ed Uniti D'azzurro, alla torre merlata, cucita di rosso, murata di nero, aperta del campo, cimata da una fiamma di rosso. Ornamenti esteriori da Comune. RD del 29 agosto 1929 Gonfalone: Drappo troncato di azzurro e di rosso. DPR del 22 luglio 1987 |                        |
|                     | Gravedona ed Uniti D'argento alle tre croci greche di rosso (delle pievi), male ordinate. Ornamenti esteriori da Comune. RD del 14 dicembre 1932, poi DPR del 30 novembre 2015 Gonfalone: Drappo di rosso… DPR del 30 novembre 2015 |                        |
|                     | Griante Di rosso, alla fascia diminuita, d'argento, accompagnata in capo da tre stelle di 6 raggi, male ordinate, d'argento, in punta dalla quercia sradicata, di verde. Ornamenti esteriori da Comune. Gonfalone: Drappo di bianco al palo di rosso. DPR del 4 febbraio 1993 |                        |
|                     | Guanzate Di rosso, all'albero sradicato al naturale, addestrato da una spiga di grano d'oro. Ornamenti esteriori da Comune. D.P.R. del 24 luglio 1973, trascritto nel Registro Araldico dell'Archivio Centrale dello Stato il 12 settembre 1973. Gonfalone: Drappo partito, di giallo e di rosso, riccamente ornato da ricami d'argento e caricato dello stemma comunale con la iscrizione centrata in argento: COMUNE DI GUANZATE. Le parti di metallo e di cordoni sono argentati. L'asta verticale è ricoperta di velluto dei colori del drappo, alternati, con bullette argentate poste a spirale. Cravatta e nastri tricolorati dei colori nazionali frangiati d'argento. |                        |
|                     | Inverigo D'argento, al castello tondo, torricellato di due pezzi, di rosso, murato, aperto e finestrato di quattro, due nel corpo del castello, una in ciascuna torre, accostato ai lati da due alberi di pino al naturale; il tutto fondato sulla campagna di verde. Ornamenti esteriori da Comune. R.D. del 6 luglio 1933 Gonfalone: Drappo partito di bianco e di rosso. D.P.R. del 25 giugno 1953 |                        |
|                     | Laglio Di rosso, alla ruota dentata e raggiata d'oro, accompagnata in capo da tre stelle (6) d'argento, poste in fascia, ed in punta da uno specchio d'acqua d'azzurro, fluttuoso d'argento. Ornamenti esteriori da Comune. Gonfalone: Drappo di azzurro. DPR del 13 febbraio 1957 |                        |
|                     | Laino Troncato: nel primo, d'azzurro alla stella d'oro; nel secondo, di rosso alla fascia erbosa carica di un capriolo fuggente al naturale, rivolto. Ornamenti esteriori da Comune. R.D. del 9 dicembre 1937 Gonfalone: Troncato d'azzurro e di rosso… Incongruenza tra disegno e blasonatura. |                        |
|                     | Lambrugo Partito: nel primo, d'oro, alla lettera maiuscola L, di rosso, accompagnata da due stelle di sei raggi, dello stesso, una in capo, una in punta; nel secondo, di rosso, alla lettera maiuscola L, rivoltata, di oro, accompagnata da due stelle di sei raggi, dello stesso, una in capo e una in punta. Ornamenti esteriori da Comune. D.P.R. del 30 ottobre 1992 Gonfalone: Drappo partito di rosso e di giallo… |                        |
|                     | Lasnigo Inquartato: nel primo, d'azzurro, alla vecchia chiesa di Sant'Alessandro, posta sopra un monte di verde nascente dalla punta, il tutto al naturale; nel secondo e nel terzo: inquartato: nel 1º e 4º d'oro, alla gemella doppiomerlata d'azzurro, posta in banda e accompagnata da due stelle d'otto raggi dello stesso, nel 2º e 3º d'azzurro, al pino terrazzato di verde, col palo di rosso, attraversante sull'inquartato e caricato del gonfalone e delle chiavi pontificie; nel quarto, d'argento, alla torre al naturale, torricellata e merlata alla ghibellina di un pezzo, aperta e finestrata del campo, mattonata di rosso. Ornamenti esteriori da Comune. |                        |
|                     | Lezzeno Troncato di argento e di azzurro, al torrione di rosso, mattonato di nero, finestrato di uno dello stesso, privo di merli, rovinato a sinistra, attraversante. Ornamenti esteriori da Comune. DPR del 21 giugno 1994 |                        |
|                     | Limido Comasco Di rosso ai due scettri d'oro, gigliati, posti in decusse. Ornamenti esteriori da Comune. Gonfalone: Drappo partito di giallo e di rosso… |                        |
|                     | Lipomo Tagliato: nel primo di rosso, alla croce del Calvario, diminuita, accompagnata dalla scritta libertas, in caratteri capitali di nero, posta in sbarra nel cantone sinistro del capo; nel secondo, d'argento, alla torre quadrata di rosso e d'argento, a fasce alternate, le fasce di rosso, ridotte, con la merlatura di rosso, alla guelfa, di sette merli ogni lato, la torre posta di spigolo e in prospettiva, fondata sulla collina di verde, solcata questa dal fiume d'azzurro, posto in sbarra. Ornamenti esteriori da Comune. Gonfalone: Drappo partito di bianco e di azzurro. DPR del 12 giugno 1984 |                        |
|                     | Livo Il comune di Livo non ha ancora adottato uno stemma civico. |                        |
|                     | Locate Varesino D'oro, a tre bande d'azzurro, ondate d'argento; sul tutto un abete sradicato, di verde, accostato da due foglie di gelso, pure di verde, ed accompagnato nel cantone sinistro del capo da una spiga di grano, al naturale, e nel cantone destro della punta da un grappolo d'uva nera, fruttata di uno, di nero,e pampinoso di due, di verde. Ornamenti esteriori da Comune. Gonfalone: Drappo partito di azzurro e di giallo. DPR del 3 febbraio 1971 |                        |
|                     | Lomazzo Trinciato da una banda d'argento, caricata delle lettere maiuscole di nero: LOCUS MAXIMUS; nel primo d'azzurro, alla biscia d'oro, ingollante il fanciullo di carnagione, capelluto di nero, posto in fascia e in maestà, con le braccia aperte; nel secondo di rosso, alla croce d'argento. Ornamenti esteriori da Città. Gonfalone: Drappo di bianco. |                        |
|                     | Longone al Segrino Partito: nel primo, d'azzurro, al leone d'argento, allumato, lampassato e armato di rosso, sormontato dalla corona all'antica di tre punte, dello stesso; nel secondo, d'argento, alla torre di rosso, murata di nero, finestrata e chiusa dello stesso, merlata di tre alla ghibellina. Ornamenti esteriori da Comune. D.P.R. del 12 gennaio 2007 Gonfalone: Drappo partito di bianco e di azzurro… |                        |
|                     | Luisago D'azzurro, al leone d'argento, attraversante con la parte superiore del corpo la sbarra, abbassata e diminuita, di rosso, accompagnato nel cantone destro del capo dal sole di rosso, munito di otto raggi acuti alternati da otto raggi ondeggianti, d'oro. Ornamenti esteriori da Comune. |                        |
|                     | Lurago d'Erba Trinciato dentato, d'argento e di rosso, accompagnato in capo dalla torre a base trapezoidale, di due palchi, di rosso, murata e aperta di nero, il primo palco privo di merlatura, il secondo merlato di tre, e in punta da un leone d'argento. Ornamenti esteriori da Comune. R.D. del giugno del 1937 Incongruenza tra disegno e blasonatura. |                        |
|                     | Lurago Marinone Campo di cielo, al castello diroccato poggiante su un terreno di verde, montuoso, caricato da un cane levriere al naturale collarinato di rosso, al capo abbassato scaccato di oro e nero. Ornamenti esteriori da Comune. R.D. del 24 maggio 1937 |                        |
|                     | Lurate Caccivio D'azzurro, alla fascia ondata d'argento, accompagnata nel cantone destro del capo da una mitra dello stesso. Ornamenti esteriori da Comune. Gonfalone: Drappo partito di bianco e di azzurro. DPR del 25 agosto 1953 |                        |
|                     | Magreglio Troncato: nel primo d'argento, al cervo al naturale, nascente dalla troncatura; nel secondo di cielo, a due monti, quello di sinistra caricato della sorgente Menaresta del Lambro, il tutto al naturale. Ornamenti esterni da Comune. Gonfalone: Drappo di azzurro. |                        |
|                     | Mariano Comense D'azzurro, al leone d'oro, coronato dello stesso, linguato di rosso, rampante su di un ramo di alloro. Ornamenti esteriori da Città. DPR del 10 luglio 1962 Gonfalone: Drappo partito di giallo e di azzurro. DPR del 29 febbraio 1996 |                        |
|                     | Maslianico Partito dal palo diminuito e ondato, d'azzurro: il PRIMO, di rosso, alle due mole da mulino d'oro, forate in quadro del campo, ordinate in palo; il SECONDO, di verde, al pastorale d'oro, posto in palo, accompagnato da due rose gambute e fogliate, dello stesso, una a destra, l'altra a sinistra. Ornamenti esteriori da Comune. DPR del 9 aprile 2008 Gonfalone: Drappo di giallo… |                        |
|                     | Menaggio D'azzurro, al castello d'argento, merlato alla ghibellina, aperto e finestrato del campo, torricellato di cinque, la torre centrale più bassa e più piccola cimata dalla croce latina del secondo, lievemente patente alle estremità; alla bordura composta di argento e di azzurro. Ornamenti esteriori da Comune. Gonfalone: Drappo di bianco. |                        |
|                     | Merone D'argento, alla banda d'azzurro; sul tutto un castello di rosso, murato di nero, torricellato di un pezzo centrale, merlato alla guelfa, chiuso e finestrato di cinque di nero. Ornamenti esteriori da Comune. DPR dell'8 settembre 1967 |                        |
|                     | Moltrasio Drappo di giallo, riccamente ornato di ricami d'argento e caricato dallo stemma comunale con l'iscrizione centrata in argento, recante la denominazione del Comune. Le parti di metallo ed i cordoni saranno argentati. L'asta verticale sarà ricoperta di velluto giallo con bullette argentate poste a spirale. Nella freccia sarà rappresentato lo stemma del Comune e sul gambo inciso il nome. Cravatta con nastri tricolorati dai colori nazionali frangiati d'argento. |                        |
|                     | Monguzzo D'oro, al castello di rosso, murato di nero e torricellato di due pezzi, aperto e finestrato del campo, cimato sopra ciascuna delle torri da una fiamma, accompagnato in punta da tre monti di verde. Ornamenti esteriori da Comune. Gonfalone: Drappo troncato di verde e di giallo… DPR del 1º ottobre 1974 |                        |
|                     | Montano Lucino D'argento, al castello di rosso, merlato alla guelfa, murato e chiuso di nero, fondato su di una montagna di verde, accompagnato in capo da una ruota d'acciaio, dentata di dodici, addestrata da una spiga di grano al naturale e sinistrata da un grappolo d'uva di nero, stelato e pampinoso di due di verde. Ornamenti esteriori da Comune. Gonfalone: Drappo di verde. DPR del 29 agosto 1974 |                        |
|                     | Montemezzo Di azzurro, alle tre montagne di verde, la centrale con i declivi visibili e fondata in punta, le laterali fondate in punta e uscenti dai fianchi, parzialmente celate dalla montagna centrale, esse montagne sormontate dalla lettera maiuscola M, d'oro, posta nel punto d'onore, accompagnata da quattro stelle, di otto raggi, d'argento, due a destra, due a sinistra, ordinate in palo. Ornamenti esteriori da Comune. D.P.R. del 4 aprile 2007 Gonfalone: Drappo di bianco con la bordatura di azzurro… |                        |
|                     | Montorfano Inquartato: il primo, d'oro alla sbarra di rosso, caricata della scritta di nero, MONS ORPHANUS; il secondo, d'azzurro, alla vetta della montagna di verde, cimata dai ruderi di un castello al naturale; il terzo, di verde, al lago stilizzato d'azzurro; il quarto, d'oro, alla fascia di rosso, caricata di tre stelle d'oro. Ornamenti esteriori da Comune. Gonfalone: Drappo di azzurro. DPR del 15 settembre 1979 |                        |
|                     | Mozzate D'azzurro alla fascia ondata d'argento, accostata in capo da tre api d'oro ordinate in fascia ed in punta da un castello del secondo torricellato di un pezzo centrale, merlato alla guelfa, murato di nero, aperto e finestrato del campo. Ornamenti esteriori da [Città]. D.P.R. del 14 febbraio 1963 Gonfalone: drappo partito di bianco e di azzurro… |                        |
|                     | Musso D'azzurro, a tre castelli d'argento, bastionati d'un pezzo, posti uno, due, su un paesaggio montuoso al naturale, il tutto sormontato da una corona marchionale d'oro. Ornamenti esteriori da Comune. Gonfalone: Drappo di azzurro. RD del 23 luglio 1937 |                        |
|                     | Nesso Troncato d'argento e d'oro: all'ulivo di verde, fustato dello stesso, nodrito nella collinetta di verde, fondata in punta, esso ulivo attraversante e sormontato da tre stelle di otto raggi, male ordinate, di azzurro. Ornamenti esteriori da Comune. Gonfalone: Drappo troncato di giallo e di bianco. DPR del 9 ottobre 2002 |                        |
|                     | Novedrate D'azzurro, alla lettera N maiuscola, accompagnata da quattro stelle (8), poste nei cantoni dello scudo, il tutto d'oro. Ornamenti esteriori da Comune. Gonfalone: Drappo di colore azzurro, riccamente ornato di ricami d'argento e caricato dello Stemma sopra descritto con l'iscrizione centrata in argento: Comune di Novedrate. Le parti di metallo ed i cordoni saranno argentati. L'asta verticale sarà ricoperta di velluto azzurro con bullette argentate poste a spirale. Nella freccia sarà rappresentato lo stemma del Comune e sul gambo inciso il nome. Cravatta e nastri tricolorati dai colori nazionali frangiati d'argento. D.P.R. del 10 febbraio 1956 |                        |
|                     | Olgiate Comasco Di rosso, a tre castelli d'argento, fondati di verde, merlati alla guelfa, torricellati di due pezzi laterali, perti, finestrati, murati di nero, posti due in capo ed uno in punta, quest'ultimo fiancheggiato da due api montanti d'oro. Gonfalone: Drappo partito di rosso e di bianco… |                        |
|                     | Oltrona di San Mamette Campo di cielo, alla chiesa in prospettiva, addestrata da un campanile, tegolata di rosso; la facciata aperta e finestrata da un rosone; il fianco aperto ai tre archi e finestrato di tre. Capo d'azzurro, caricato di due chiavi poste in croce di Sant'Andrea, una d'oro, l'altra d'argento. Ornamenti esteriori da Comune. Gonfalone: Drappo di azzurro. DPR del 18 giugno 1962 |                        |
|                     | Orsenigo D'azzurro, alle due spade, d'argento, guarnite d'oro, decussate, la spada in sbarra attraversante, esse spade sormontate dalla mitra d'argento, con bordature e ricami d'oro, munita delle due infule, ondeggianti in fascia, d'argento, frangiate d'oro. Ornamenti esteriori da Comune. Gonfalone: Drappo partito di giallo e di bianco. DPR del 19 novembre 1999 |                        |
|                     | Peglio D'argento, al bue di rosso, pezzato, attraversante sul fusto, un castagno, nodrito, di verde, caricato di cinque ricci d'oro. Ornamenti esteriori da Comune. Gonfalone: Drappo partito di verde e di bianco. DPR del 14 luglio 1962 |                        |
|                     | Pianello del Lario Semipartito troncato: nel primo, d'oro, alla lettera maiuscola P d'azzurro; nel secondo, di rosso, alle due stelle di otto raggi d'oro, poste in banda; nel terzo, d'azzurro, ai tre gelsi di verde, fustati al naturale, nodriti nella pianura verde. Ornamenti esteriori da Comune. D.P.R. del 22 luglio 1991 Gonfalone: Drappo partito di rosso e di verde… |                        |
|                     | Pigra D'oro, ad un monte all'italiana di tre vette di verde, uscente dalla campagna d'azzurro, il tutto sormontato da un'aquila di nero dal volo spiegato. Ornamenti esteriori da Comune. Gonfalone: Drappo troncato di azzurro e di giallo. DPR del 16 giugno 1982 |                        |
|                     | Plesio Troncato: nel primo d'oro all'aquila di nero, poggiata sulla trangla rossa di troncatura, sulla quale trovansi caricate le lettere d'oro in carattere greco antico, formanti la parola “plesios”; nel secondo partito: nel 1º di verde alla tunica d'argento; nel secondo bandato d'azzurro e d'argento. Ornamenti esterni da Comune. Gonfalone: Drappo di azzurro… Incongruenza tra disegno e blasonatura: manca la trangla di rosso con la parola plesios. |                        |
|                     | Pognana Lario Di rosso, al gallo d'oro, ardito, su di un lago d'azzurro, ondato d'argento, cantante ad un sole orizzontale destro d'oro. Ornamenti esteriori da Comune. Gonfalone: Drappo partito di giallo e di rosso. DPR del 9 agosto 1978 |                        |
|                     | Ponna Interzato in fascia: il primo, d'oro, all'aquila di nero; il secondo, d'azzurro, alla lettera P, d'oro; il terzo, di rosso, alle tre stelle di otto raggi, d'oro, ordinate in fascia. Sotto lo scudo, su lista bifida svolazzante, in lettere maiuscole di nero: in hoc signo vinces. Ornamenti esteriori da Comune. D.P.R. del 25 ottobre 2000 Gonfalone: drappo di giallo alla bordatura di azzurro… |                        |
|                     | Ponte Lambro D'argento, al ponte fondato nella pianura erbosa sorpassante un fiume ed accostato a sinistra da una pianta, il tutto al naturale. Ornamenti esteriori da Comune. R.D. del 12 marzo 1931, registrato alla Corte dei conti il 3 aprile 1931, Reg. 3, Foglio 128 - Trascritto nel Libro araldico degli Enti Morali Vol. I, pag. 316 Incongruenza tra disegno e blasonatura: la pianta è a destra e non a sinistra. |                        |
|                     | Porlezza Troncato: nel PRIMO d'oro, al leone rampante, uscente, di verde; nel SECONDO, fasciato di verde e d'oro di sei pezzi. Gonfalone: drappo troncato di verde e di giallo… |                        |
|                     | Proserpio Partito: nel primo, di verde, all'orso ritto, allumato e linguato di rosso; nel secondo, di azzurro, a sette spighe di grano impugnate d'oro, legate di rosso, accompagnate in capo e in punta dalla stella di otto raggi, d'oro. Ornamenti esteriori da Comune. Gonfalone: Drappo di giallo. DPR del 15 luglio 2011 |                        |
|                     | Pusiano Di rosso, all'olivo sradicato al naturale. Ornamenti esteriori da Comune. Gonfalone: Drappo di rosso. |                        |
|                     | Rezzago Partito: il PRIMO, di azzurro, alla torre di due palchi, d'oro, murata di nero, merlata alla guelfa, il palco superiore di tre, l'inferiore di quattro, ogni palco finestrato di uno, di nero, essa torre chiusa dello stesso; il SECONDO, di argento, al castagno sradicato al naturale. Ornamenti esteriori da Comune. D.P.R. del 9 aprile 2008 Gonfalone: Drappo partito di bianco e di azzurro… Incongruenza tra disegno e blasonatura: i palchi della torre non sono finestrati di nero; la torre è aperta del campo e non chiusa di nero. |                        |
|                     | Rodero Di rosso, alla torre d'argento, merlata alla guelfa di quattro pezzi, aperta del campo e accompagnata sotto tra tre ruote d'oro di cinque raggi poste 2,1. Ornamenti esteriori di Comune. D.P.R. del 25 agosto 1953 Gonfalone: drappo troncato di rosso e di giallo… |                        |
|                     | Rovellasca D'azzurro, allo scoglio ristretto, di verde, cimato dall'aquila sorante, volta verso destra, con la coda distesa in banda verso sinistra, d'argento. Ornamenti esteriori da Comune. Gonfalone: Drappo partito di bianco e di verde. DPR del 19 marzo 1986 |                        |
|                     | Rovello Porro D'azzurro, al torrione d'argento, murato di nero, cimato dalla testa di moro, in profilo di nero, attortigliata di argento, centrale, e da sei merli guelfi, tre e tre, finestrato di quattro finestrelle rotonde, poste in fascia, del campo, aperto dello stesso, fondato sulla pianura diminuita, di verde. Ornamenti esteriori da Comune. Gonfalone: Drappo di bianco. DPR del 22 luglio 1991 |                        |
|                     | Sala Comacina D'argento, alla rocca di rosso fortificata ai lati da quattro torrioni merlati di tre alla ghibellina, aperta, e caricata nella parte inferiore da due spadoni d'argento, manicati d'oro, posti in croce di S. Andrea, fondata su una striscia di terra al naturale, nascente da uno specchio d'acqua, ondato d'azzurro e d'argento; nel canton sinistro del capo un mitria di verde. Ornamenti esteriori da Comune Gonfalone: Drappo partito di rosso e di bianco. DPR del 3 luglio 1962 |                        |
|                     | San Bartolomeo Val Cavargna Il comune San Bartolomeo Val Cavargna non ha ancora adottato uno stemma ufficiale. |                        |
|                     | San Fermo della Battaglia Semipartito troncato: nel primo, d'azzurro, al santuario di San Fermo, al naturale; nel secondo, di rosso, al monumento per i caduti della Battaglia di San Fermo dell'anno 1859, al naturale; nel terzo, di verde, alle tre stelle di cinque raggi, d'argento, poste due, una. D.P.R. del 10 gennaio 1985 Gonfalone: Drappo partito di bianco e di azzurro… |                        |
|                     | San Nazzaro Val Cavargna D'azzurro, al bue pascente, pezzato, fermo su campagna di verde, sullo sfondo, due colline in prospettiva, il canton sinistro del capo, caricato di tre spighe di grano al naturale, poste a ventaglio. Ornamenti esteriori da Comune. D.P.R. del 18 giugno 1962 Gonfalone: Drappo di azzurro… |                        |
|                     | San Siro Semitroncato partito: nel PRIMO, di azzurro, alle due stelle di cinque raggi, ordinate in palo, d'oro; nel SECONDO, di verde, al ponte di una sola luce, d'argento, murato di nero, uscente dai fianchi, fondato in punta; la luce del ponte caricata dal fiume, fluente in sbarra, di azzurro; nel TERZO, d'oro, alla torre di rosso, mattonata di nero, merlata alla ghibellina di sette, chiusa di nero, finestrata di due in palo, dello stesso, fondata sulla pianura di verde. Ornamenti esteriori da Comune. D.P.R. del 17 aprile 2015 Gonfalone: Drappo troncato di bianco e di azzurro… D.P.R. del 17 aprile 2015 |                        |
|                     | Schignano Semipartito troncato: il PRIMO, di verde, alle sette stelle di cinque raggi, d'oro, poste tre, una, tre; il SECONDO, di rosso, alla fontana di pietra al naturale, formata dal pilastrino e dalla vasca tonda antistante, il pilastrino munito di cannella con il getto d'acqua al naturale, essa fontana fondata in punta; il TERZO, di azzurro, alla facciata della chiesa di Santa Maria Assunta in Schignano, d'oro, con le tre porte chiuse di nero, fondata in punta. Ornamenti esteriori da Comune. D.P.R. del 30 ottobre 2008 Gonfalone: Drappo di giallo… - Vecchio stemma |                        |
|                     | Senna Comasco Partito di rosso e d'argento, al castello dell'uno all'altro, merlato alla guelfa, aperto e finestrato di nero. Ornamenti esteriori da Comune. Gonfalone: Drappo partito di rosso e di bianco. DPR del 23 febbraio 1952 |                        |
|                     | Solbiate con Cagno Inquartato: nel PRIMO, di rosso, all'elmo d'argento, con pennacchio d'azzurro; nel SECONDO d'azzurro, al sole d'oro; nel TERZO, d'azzurro, al gatto d'argento, seduto; nel QUARTO, di rosso, alle cinque spighe di grano d'oro, impugnate, legate di verde. Ornamenti esteriori da Comune. Gonfalone: drappo di bianco. Bandiera: drappo di bianco. DPR del 23 marzo 2023 |                        |
|                     | Sorico D'argento, alle tre crocette di rosso, poste in fascia. Ornamenti esteriori da Comune. D.P.C.M. n. 1143 del 26 febbraio 1990 Gonfalone: Drappo di rosso… |                        |
|                     | Sormano Fasciato di azzurro e di argento; al capo di argento, caricato dal leone illeopardito, di azzurro, tenente con la zampa anteriore destra il castello, di rosso, le due torri merlate alla guelfa di tre, chiuso e finestrato di nero; esso leone coronato all'antica di azzurro, linguato di rosso, sostenuto dalla linea di partizione. Ornamenti esteriori da Comune. D.P.R. dell'8 dicembre 2007 Gonfalone: Drappo partito di azzurro e di bianco… |                        |
|                     | Stazzona D'azzurro, alla fascia d'oro, accompagnata in capo da una stella di 6 raggi, d'oro, e da un monte all'italiana dello stesso, fondato in punta. Ornamenti esteriori da Comune. |                        |
|                     | Tavernerio Semitroncato partito: nel primo, di verde, alle tre stelle di otto raggi, ordinate in banda, d'oro; nel secondo, di azzurro alla cornucopia d'oro, con fiori e frutti al naturale; nel terzo, di rosso, all'orso ritto, di nero, allumato di rosso. Ornamenti esteriori da Comune. Gonfalone: Drappo partito di rosso e di verde. Bandiera: Drappo partito di rosso e di verde caricato al centro dello stemma del Comune. DPR del 25 ottobre 1999 |                        |
|                     | Torno Ciclamoro in campo azzurro Incongruenza tra disegno e blasonatura: il disegno non ha relazione con la blasonatura. |                        |
|                     | Tremezzina Troncato; nel PRIMO, di azzurro, al sole d'oro; nel SECONDO, di verde, alla fenice d'argento, linguata e allumata di rosso, sulla sua immortalità uscente dalla punta, dello stesso. Gonfalone: drappo di bianco con la bordatura di azzurro D.P.R. del 13 giugno 2017 |                        |
|                     | Trezzone Il comune di Trezzone non ha ancora adottato uno stemma ufficiale. |                        |
|                     | Turate Di azzurro, a sei stelle [d'argento], poste 3, 2, 1. Ornamenti esteriori di Comune. D.P.R. del 1º ottobre 1951 Gonfalone: drappo partito d'azzurro e di bianco… |                        |
|                     | Uggiate con Ronago Il comune non ha ancora adottato alcuno stemma ufficiale. De facto impiega congiuntamente gli stemmi dei previgenti comuni di Uggiate-Trevano e Ronago. |                        |
|                     | Val Rezzo D'azzurro al forno fusorio d'argento, aperto di nero, sinistrato da un ramo di rododendro, fiorito, al naturale; al capo di rosso, caricato di due stelle (5) d'argento. Ornamenti esteriori da Comune. Gonfalone: Drappo di bianco. DPR dell'8 marzo 2024 |                        |
|                     | Valbrona Troncato: nel primo, di azzurro, alla costellazione dell'Orsa Maggiore formata da sette stelle di otto raggi, d'oro, alla pianura di verde, cimata alla sinistra dal monte, dello stesso; nel secondo, di argento, al torrione di rosso, mattonato di nero, uscente dal fianco destro, merlato alla ghibellina di quattro, finestrato di due in palo, di nero, fondato sulla pianura di verde, fondato sullo specchio d'acqua, posto in banda, di azzurro, pianura e specchio cimati dal ponte levatoio abbassato, di nero, unito al torrione, esso ponte munito della catena, di nero, posta in banda, fissata alla parete del torrione, il tutto accompagnato dal grifone, posto a sinistra, volante in banda, di rosso. ornamenti esteriori da Comune. D.P.R. del 12 ottobre 1993 Gonfalone: Drappo di verde… Incongruenza tra disegno e blasonatura: il ponte levatoio e la catena non sono di nero. |                        |
|                     | Valmorea Troncato: il PRIMO, di azzurro, calzato ritondato, di verde, sull'azzurro la stella di cinque raggi, d'argento; il SECONDO, d'oro, alla fascia ondata, diminuita, di azzurro, fluttuosa di argento, accompagnata da tre ramoscelli di gelso di verde, ciascuno fogliato di tre, dello stesso, e fruttato di uno, di nero, due ordinati in fascia in capo, uno in punta. Ornamenti esteriori da Comune. D.P.R. dell'11 maggio 2009 Gonfalone: Drappo di bianco con la bordatura di azzurro… |                        |
|                     | Valsolda Stemma d'azzurro, al torrione d'argento, rotondo, allargato alla base, aperto di nero, fondato sulla pianura di verde, cimato da una torretta d'argento, finestrata di tre di nero, sostenente una cicogna, d'argento, rivoltata. Sotto lo scudo, su lista bifida, svolazzante d'azzurro, il motto a lettere maiuscole di nero VALLIS SOLIDA. Ornamenti esteriori da Comune. D.P.R. del 1º ottobre 2020 In uso fino al 2020: Di azzurro, al torrione d'argento, rotondo, allargato alla base, cimato di una torretta, finestrata di tre, aperta di nero, fondato sulla campagna di verde; alla cicogna rivoltata, poggiata sulla torretta, accostata lateralmente e verso i fianchi dello scudo, dalla scritta latina, in nero, VALLIS SOLIDA. Gonfalone: Drappo di bianco, bordato d'azzurro. - Stemma in uso fino al 2020 |                        |
|                     | Veleso Troncato: nel primo, di azzurro, al monte all'italiana di tre colli, d'oro, fondato sulla linea di partizione e accompagnato da quattro stelle di otto raggi, d'oro, poste negli angoli; nel secondo, inquartato di rosso e di argento, al crivello d'oro, attraversante in cuore. Ornamenti esteriori da Comune. D.P.R. del 9 febbraio 1994 Gonfalone: Drappo di bianco… |                        |
|                     | Veniano Troncato: nel primo, d'azzurro al fiume d'argento, ombrato del campo, accompagnato in capo da una corona all'antica d'oro e in punta da due api montanti dello stesso; nel secondo, di rosso all'albero d'oro, terrazzato di verde, alla vite al naturale, pampinosa di tre, fruttifera di due, accollante il tronco, sullo sfondo una giogaia di cinque vette al naturale. ornamenti esteriori di Comune. D.P.R. del 14 luglio 1975 Gonfalone: Drappo troncato di bianco e di azzurro… |                        |
|                     | Vercana Semipartito troncato: il PRIMO, di verde, alla lettera maiuscola V, d'oro; il SECONDO, di azzurro, alla campana d'oro, legata di rosso; il TERZO, di argento, alle tre croci scorciate, poste in fascia, di rosso. Ornamenti esteriori da Comune. Gonfalone: Drappo di bianco con la bordatura di rosso… D.P.R. del 26 giugno 2006 |                        |
|                     | Vertemate con Minoprio Di azzurro, alla chiesa di S. Giovanni Battista in Vertemate, munita di basso campanile, unito alla parte absidale, murata di nero, la facciata rivolta verso sinistra, chiusa dallo stesso, munita di tre finestre, una finestra grande sopra la porta, due piccole laterali, di nero, essa chiesa fondata sulla campagna di verde. Ornamenti esteriori da comune. D.P.R. del 21 marzo 1997 Gonfalone: Drappo troncato di verde e di bianco, riccamente ornato di ricami d'argento e caricato dallo stemma sopra descritto, con l'iscrizione centrata in argento, recante la denominazione del comune. |                        |
|                     | Villa Guardia Partito di argento e di rosso, alle due torri, mattonate di nero, merlate alla ghibellina di tre e finestrate di tre, dello stesso, riunite dalla cortina di muro, merlata di cinque alla ghibellina, finestrata di due, di nero, munita di grande apertura ad arco acuto, il tutto dell'uno all'altro, la cortina sostenente l'uomo di guardia, in maestà, attraversante, armato di tutto punto, di acciaio al naturale, il viso di carnagione, tenente con la mano destra l'asta in banda alzata, di nero, cimata dalla crocetta patriarcale, dello stesso, munita di vessillo svolazzante, partito di azzurro e di rosso, con la mano sinistra la chiave d'oro. Ornamenti esteriori da Comune. Gonfalone: Drappo di azzurro… D.P.R. del 18 aprile 2006 |                        |
|                     | Zelbio Partito: di rosso, ai sei bisanti d'oro, posti uno, due, tre; nel secondo, di argento, alla mucca bruna, al naturale, ferma sulla, campagna verde, accompagnata in capo da due fasce diminuite di azzurro. Ornamenti esteriori da Comune. D.P.R. del 31 gennaio 1992 Gonfalone: drappo partito di giallo e di azzurro, riccamente ornato di ricami d'argento e caricato dello stemma sopra descritto, con la iscrizione centrata in argento, recante la denominazione dei Comune. |                        |

## Ex comuni
| Stemma | Ex Comune e blasonatura | Gonfalone |
| ------ | --- | --------- |
|        | Albate (dal 1943 annesso al comune di Como) Troncato: nel primo di rosso, ad una mitra con due infule, d'oro, accostata dalle lettere maiuscole S A di nero, la mitra sormontata da una stella (di sei punte) ed accostata a destra ed a sinistra a due lati dello scudo, da due stelle per parte, una sull'altra, tutte d'oro; nel secondo di azzurro, al monte all'italiana di tre cime di verde (2 e 1) movente dalla punta e sormontato da una lista bifida d'argento, con la scritta: MDCLII, di nero, sostenuta da due leoncini affrontati d'oro, la lista accollata a due spade decussate, manicate d'oro, con la fascia ondata d'argento attraversante sulla partizione D.C.G del 19 giugno 1931 Concessione gonfalone con R.D. del 26 febbraio 1934, RR.LL.PP. del 25 febbraio 1935 |           |
|        | Cagno (dal 2019 parte del comune di Solbiate con Cagno) Di rosso, alle due spade d'argento, guarnite d'oro poste in croce di sant'Andrea, accompagnate in capo da un elmo d'argento, posto di profilo, piumato d'azzurro. D.P.R. del 26 novembre 1957 Gonfalone: Drappo partito di rosso e di bianco. |           |
|        | Casasco d'Intelvi (dal 2018 parte del comune di Centro Valle Intelvi) Semipartito troncato: il PRIMO, di rosso, alle lettere maiuscole C ed I, ordinate in fascia, d'oro, alternate dalla stella di sei raggi, dello stesso; il SECONDO, d'oro, ai due lupi passanti, di nero, allumati di rosso, uno sull'altro; il TERZO, di azzurro, al faggio privo di foglie, al naturale, nodrito nella pianura di verde. Ornamenti esteriori da Comune. Gonfalone: Drappo di giallo con la bordatura di verde… |           |
|        | Castiglione d'Intelvi (dal 2018 parte del comune di Centro Valle Intelvi) D'azzurro, al castello d'oro, murato di nero, aperto del campo, munito di tre feritoie di nero, ordinate in fascia sotto il fastigio privo di merli, il castello munito di due torri, ognuna finestrata di nero e merlata con il solo grande merlo alla ghibellina; il castello fondato sulla pianura erbosa, di verde, e cimato da un leone, al naturale, linguato di rosso, uscente dal fastigio tra le torri. Ornamenti esteriori di Comune. D.P.R. del 24 aprile 1997 Gonfalone: Drappo di giallo… |           |
|        | Cavallasca (dal 2017 incorporato al comune di San Fermo della Battaglia) Semitroncato partito: nel primo, di rosso, alla lettera C maiuscola, d'oro; nel secondo, di verde, ai due bisanti d'oro, posti in palo; nel terzo, d'oro, al cavallo spaventato, di nero. Ornamenti esteriori di Comune. D.P.R. del 22 luglio 1999 Gonfalone: Drappo partito di giallo e di verde. |           |
|        | Civenna (dal 21 gennaio 2014 fuso al comune di Bellagio) D'azzurro, alla corona comitale infilata da una mitra d'argento; il tutto accostato nel canton sinistro del capo da un'aquila imperiale coronata. DPR del 15 maggio 1963 |           |
|        | Drezzo (dal 21 gennaio 2014 parte del comune di Colverde) Gonfalone: Drappo troncato di giallo e di rosso… |           |
|        | Germasino (dal 2011 annesso, insieme a Consiglio di Rumo e Gravedona, al comune di Gravedona ed Uniti) |           |
|        | Gironico (dal 21 gennaio 2014 parte del comune di Colverde) Di verde, alla porta d'argento. Gonfalone: Drappo partito di bianco e di verde. DPR del 14 marzo 1955 |           |
|        | Gravedona (dal 2011 annesso, insieme a Consiglio di Rumo e Germasino, al comune di Gravedona ed Uniti) D'argento, alle tre croci greche di rosso [male ordinate]. R.D. del 14 dicembre 1932 |           |
|        | Lanzo d'Intelvi (dal 2017 soppresso per la costituzione del comune di Alta Valle Intelvi) Partito d'argento e di rosso, al ferro d'alabarda, al naturale, attraversante sulla partizione. R.D. del 24 agosto 1928 |           |
|        | Lenno (dal 21 gennaio 2014 parte del comune di Tremezzina) D'argento, al colonnato di tre colonne romane sostenenti un architrave, il tutto di rosso, fondato sulla pianura d'azzurro, fluttuosa d'argento, sormontato dalla stella di sei raggi d'azzurro. Gonfalone: drappo troncato d'azzurro e di rosso. D.P.R. del 9 maggio 1985 |           |
|        | Mezzegra (dal 21 gennaio 2014 parte del comune di Tremezzina) Gonfalone: drappo di azzurro… |           |
|        | Ossuccio (dal 21 gennaio 2014 parte del comune di Tremezzina) D'argento, alla fiamma al naturale, posta in ombilico, accompagnata in capo dalla scritta, in lettere maiuscole di nero, AUSUCIUM. Ornamenti esteriori da Comune. Gonfalone: Drappo partito di bianco e di rosso. D.P.R. del 2 agosto 1955 e del 21 marzo 1997 |           |
|        | Parè (dal 21 gennaio 2014 parte del comune di Colverde) Troncato: il PRIMO, di azzurro, al ramoscello di gelso, di verde, fogliato di sei dello stesso, fruttato di cinque, di nero, posto in fascia, reciso a destra; il SECONDO, di argento, al portale di ingresso della villa Odescalchi in Parè, di rosso, in tre scomparti, visti il centrale di fronte, i laterali in prospettiva, con tre aperture ad arco, del campo, fondato sulla pianura di verde. Ornamenti esteriori da Comune. Gonfalone: Drappo partito di bianco e di azzurro, riccamente ornato di ricami d'argento e caricato dallo stemma sopra descritto con la iscrizione centrata in argento, recante la denominazione del Comune. Le parti di metallo ed i cordoni saranno argentati. L'asta verticale sarà ricoperta di velluto dei colori del drappo, alternati, con bullette argentate poste a spirale. Nella freccia sarà rappresentato lo stemma del Comune e sul gambo inciso il nome. Cravatta con nastri tricolorati dai colori nazionali frangiati d'argento. D.P.R. del 18 gennaio 2006 |           |
|        | Pellio Intelvi (dal 2017 soppresso per la costituzione del comune di Alta Valle Intelvi) Scaccato di verde e di rosso. Ornamenti esteriori di Comune. Lo scudo è scaccato di 7 tiri e 9 file. Gonfalone: Drappo troncato di verde e di rosso. D.P.R. del 14 aprile 1956 |           |
|        | Ramponio Verna (dal 2017 soppresso per la costituzione del comune di Alta Valle Intelvi) D'argento, al Santuario al naturale, fondato sulla montagna rocciosa movente dalla punta; al capo di rosso, caricato di quattro scettri d'oro in palo. Ornamenti esteriori da Comune. DPR del 2 aprile 1968 |           |
|        | Ronago (dal 1º gennaio 2024 parte del comune di Uggiate con Ronago) D'argento, al portale di rosso, tegolato dello stesso, mattonato di nero, aperto con arco a tutto sesto, del campo, fondato sulla pianura di verde. Ornamenti esteriori da Comune. D.P.R. del 25 marzo 2009 Gonfalone: Drappo di bianco… |           |
|        | San Fedele Intelvi (dal 2018 parte del comune di Centro Valle Intelvi) Semitroncato partito: al PRIMO d'oro al castello di rosso aperto e finestrato del campo attraversante su un albero al naturale; al SECONDO di verde alla croce d'argento; al TERZO d'oro a sei bande d'azzurro. D.P.C.M. dell'8 novembre 1957 Gonfalone: Drappo troncato di azzurro e di rosso. |           |
|        | Sant'Abbondio (dal 1999 annesso, insieme a Santa Maria Rezzonico, al comune di San Siro) DPR del 1º giugno 1977 |           |
|        | Solbiate (dal 2019 parte del comune di Solbiate con Cagno) Semipartito troncato, con la fascia diminuita d'argento sulla troncatura: il PRIMO, di azzurro, al sole d'oro; il SECONDO, di rosso, alle cinque spighe di grano, d'oro, impugnate, legate di verde; il TERZO, di azzurro, al bue d'argento, fermo sulla pianura di verde. Ornamenti esteriori da Comune. D.P.R. del 2 marzo 2007 Gonfalone: Drappo di bianco… |           |
|        | Tremezzo (dal 21 gennaio 2014 parte del comune di Tremezzina) D'azzurro, alla fenice d'argento nella sua immortalità di rosso su uno specchio d'acqua ondato d'argento, fissante un sole di rosso nel primo cantone. D.P.R. del 7 ottobre 1977 Gonfalone: drappo partito di bianco e di azzurro… |           |
|        | Uggiate-Trevano (dal 1º gennaio 2024 parte del comune di Uggiate con Ronago) D'azzurro, al monte d'oro, di tre, cimato di cinque spighe poste a ventaglio, tre di grano d'oro, alternate con due di segale d'argento, accompagnate in capo da una croce latina d'oro ed in punta da una foglia di gelso d'argento. D.P.R. del 9 luglio 1970 Gonfalone: drappo partito di bianco e di azzurro… |           |